# کریملا
کریملا (به آلمانی: Crimla) یک شهر  در آلمان است که در تورینگن واقع شده‌است. کریملا ۳۱۴ نفر جمعیت دارد.